# Pitahaya (Costa Rica)
Pitahaya es el segundo distrito del cantón de Puntarenas, en la provincia de Puntarenas, de Costa Rica.

## Geografía
Pitahaya cuenta con un área de 109,55 km² y una altitud media de 10 m s. n. m.

## Demografía
Para el año 2022, Pitahaya cuenta con una población estimada de 2916 habitantes, y para el último censo efectuado, en 2011, Pitahaya contaba con una población de 2211 habitantes.

## Localidades
- Poblados: Aranjuez, Brillante (parte), Cebadilla, Chapernal, Palermo, Pitahaya Vieja, Rancho Grande, San Marcos (parte), Zapotal.

## Transporte

### Carreteras
Al distrito lo atraviesan las siguientes rutas nacionales de carretera:
- Ruta nacional 1
- Ruta nacional 604